# Czaturwarga
Czaturwarga – cztery klasy społeczne wyróżniane w obrębie buddystów:
- bhikszu – mnisi
- bhikszuni – mniszki
- upasaka – świeccy wyznawcy
- upasika – świeckie wyznawczynie

Słowo to funkcjonuje jedynie w buddyzmie mahajany.